# تويوتا F3R
تويوتا F3R هي سيارة نموذجية من تصميم مركز كالتي [الإنجليزية] التابع لتويوتا، تم الكشف عنها في معرض أمريكا الشمالية الدولي للسيارات في يناير 2006. صممت هذه السيارة الهجينة لتستهدف فئة الشباب، كمحاولة للتخلص من الصورة النمطية المرتبطة بسيارات الميني فان.
تتميز F3R بتصميم يتضمن ثلاث صفوف من المقاعد مع ثلاثة أبواب على كل جانب. تفتح الأبواب الأمامية والوسطى بالطريقة التقليدية، بينما يفتح الباب الخلفي في الاتجاه المعاكس. لا يوجد عمود بين البابين الأوسط والخلفي، مما يخلق فتحات واسعة. المقاعد اليمنى والوسطى في الصف الأوسط يمكن طيها لأسفل لتصبح مستوية مع الأرض، بينما يمكن إمالة المقعد المتبقي في الجهة اليسرى بالكامل ليصبح مقعدًا مواجهًا للجانب.

أما التصميم الخارجي فهو مشابه لسيارة سكايون xB [الإنجليزية]، مع إطارات بقياس 22 بوصة.